# ميخائيل بيرل
ميخائيل بيرل (بالإنجليزية: Michael Pearl)‏ هو عالم عقيدة وكاتب أمريكي، ولد في 1945 في ممفيس في الولايات المتحدة.